# Ceresium rugulipenne
Ceresium rugulipenne là một loài bọ cánh cứng trong họ Cerambycidae.